# Мениль-Лепинуа
Мени́ль-Лепинуа́ (фр. Ménil-Lépinois) — коммуна во Франции, находится в регионе Шампань — Арденны. Департамент коммуны — Арденны. Входит в состав кантона Жюнивиль. Округ коммуны — Ретель.
Код INSEE коммуны — 08287.
Коммуна расположена приблизительно в 155 км к востоку от Парижа, в 50 км севернее Шалон-ан-Шампани, в 55 км к юго-западу от Шарлевиль-Мезьера.

## Население
Население коммуны на 2008 год составляло 106 человек.
| 1962 | 1968 | 1975 | 1982 | 1990 | 1999 | 2006 | 2008 |
| ---- | ---- | ---- | ---- | ---- | ---- | ---- | ---- |
| 84   | 108  | 86   | 104  | 103  | 92   | 97   | 106  |

## Экономика

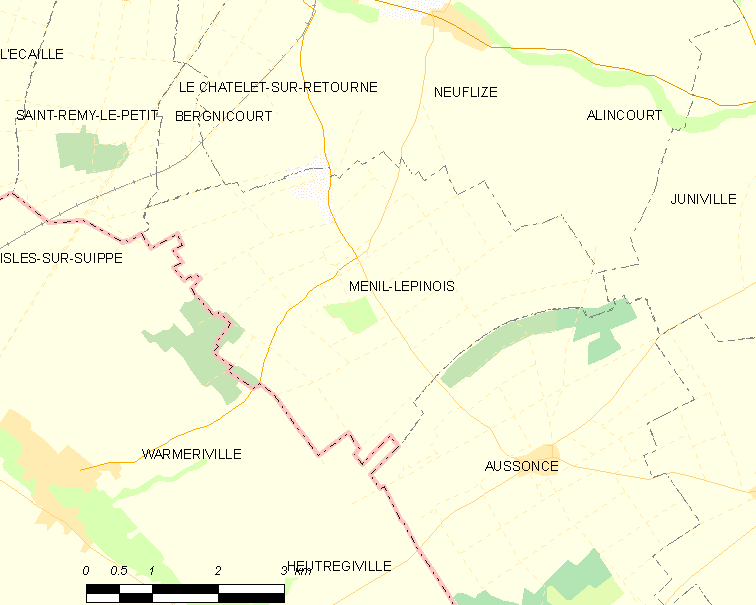
Карта коммуны

В 2007 году среди 67 человек в трудоспособном возрасте (15—64 лет) 54 были экономически активными, 13 — неактивными (показатель активности — 80,6 %, в 1999 году было 69,0 %). Из 54 активных работали 48 человек (26 мужчин и 22 женщины), безработных было 6 (3 мужчин и 3 женщины). Среди 13 неактивных 5 человек были учениками или студентами, 3 — пенсионерами, 5 были неактивными по другим причинам.